# Wacław Ulass

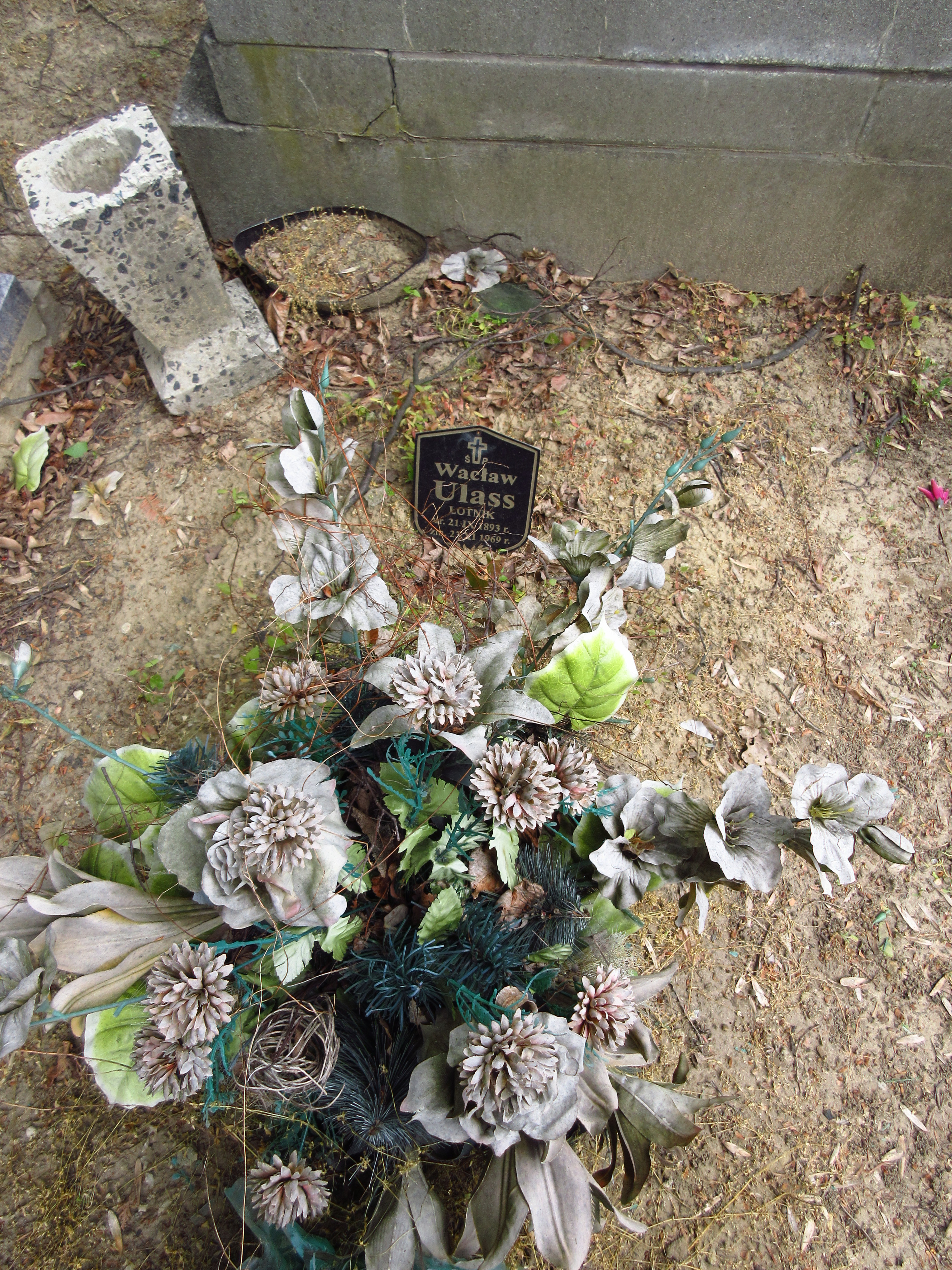
Grób Wacława Ulassa na cmentarzu Bródnowskim

Wacław Ulass (ur. 21 sierpnia 1893 w Warszawie, zm. 23 listopada 1969 tamże) – polski pilot, starszy sierżant Wojska Polskiego. Pilot armii carskiej, błękitnej armii, Wojska Polskiego, uczestnik wojny sowiecko-fińskiej i żołnierz Polskich Sił Zbrojnych na Zachodzie.

## Życiorys
Syn Wojciecha i Antoniny z domu Sławek. Pierwszy kontakt z lotnictwem miał w 1911 roku, kiedy w okolicach Warszawy wykonywał loty ślizgowe na mięśniolocie konstrukcji Leonarda Możdżyńskiego. Został zatrudniony jako kreślarz w biurze konstrukcyjnym Warszawskiego Towarzystwa Lotniczego Awiata, gdzie zapoznał się z samolotami Aviatik i Etrich Taube. W 1912 roku ukończył naukę w warszawskiej Szkole Przemysłowo-Technicznej inż. Jana Dal-Trozzo.
Po wybuchu I wojny światowej, na własną prośbę, został skierowany do służby w lotnictwie. Jesienią 1915 roku trafił do Oficerskiej Szkoły Lotniczej w Kaczi w okolicach Sewastopola, gdzie w 1916 roku uzyskał dyplom pilota wojskowego. Tam 3 maja 1917 roku, jako pierwszy pilot na świecie, wykonał lot odwrócony na samolocie Morane-Saulnier G, pomiędzy latarnią morską Chersonez a środkiem portu sewastopolskiego.
W Oficerskiej Szkole Lotniczej służył do lipca 1917 roku. Następnie został przeniesiony do Kronsztadzkiej Eskadry Obrony Piotrogrodu, skąd trafił 18 października do Oddziału Awiatycznego 1 Korpusu Polskiego gen. Józefa Dowbor-Muśnickiego. Po jego rozwiązaniu przedostał się w maju 1918 roku do Francji, gdzie ukończył szkoły lotnicze w Pau, Dijon i Voves. Pracował jako pilot rozprowadzający samoloty z wytwórni do jednostek wojskowych. Wstąpił do armii Józefa Hallera, został pilotem 39. Eskadry Breguetów i w jej składzie powrócił do Polski. Został zdemobilizowany z początkiem 1920 roku, nadal pozostał w rezerwie i latał w Eskadrze Ćwiczebnej 1 pułku lotniczego.
W latach 20. pracował w Zarządzie Głównym Ligi Obrony Powietrznej i Przeciwgazowej, w Departamencie Lotnictwa Cywilnego Ministerstwa Komunikacji oraz w Zarządzie Miejskim miasta Warszawy. W ZG LOPP był kierownikiem referatu Wystaw Ruchomych, gdzie zajmował się propagowaniem lotnictwa i pracy LOPP. Ponadto w tym czasie związał się z Aeroklubem Warszawskim, w którym latał jako pilot sportowy. We wrześniu 1923 roku na szybowcu Ikub 1a wystartował w I Konkursie Ślizgowców w Białce k. Nowego Targu. Podczas tych zawodów wykonał pierwszy na świecie nocny lot szybowcem trwający 1 min 40 sek i w klasyfikacji ogólnej zajął II miejsce oraz zdobył nagrodę Sztabu Generalnego Wojska Polskiego. W 1925 roku w II Krajowych Zawodach Szybowcowych w Gdyni był jednym z trzech sędziów.
W latach 1928–1933 pracował jako zawiadowca portu lotniczego Warszawa-Mokotów oraz odpowiadał za organizację portów lotniczych w Bydgoszczy i Katowicach i reorganizował prace portów lotniczych we Lwowie i w Poznaniu. W maju 1936 roku był w grupie pilotów dokonujących oblotu jedynego polskiego wodnoszybowca MT-1. W lipcu 1935 roku prowadził szybowcowy Ogólnopolski Obóz Przysposobienia Wojskowego na Winnej Górze w Biegonicach.
Brał udział w kampanii wrześniowej jako pilot Eskadry Łącznikowej 1. pułku lotniczego; wykonał 11 lotów. 12 września 1939 roku został zestrzelony w okolicach Mińska Mazowieckiego. Następnie, przez Węgry, Jugosławię i Grecję dotarł do Francji. Z uwagi na podeszły wiek nie został zakwalifikowany do latania operacyjnego, dlatego też zgłosił się do służby w lotnictwie Finlandii, w którym służył w Ośrodku Uzupełnień 2 pułku lotniczego (Täydennyslentorykmentti 2, w skrócie T-LentoR 2) w Parola. Po zakończeniu wojny radziecko-fińskiej został zdemobilizowany 31 marca 1940 roku. Przez dwa lata przebywał na terenie Szwecji skąd został ewakuowany do Wielkiej Brytanii, gdzie otrzymał numer służbowy RAF 703037 i został skierowany do służby w dywizjonie 300. Pracował w komisji zajmującej się opieką nad rodzinami pilotów rannych, zaginionych i poległych w lotach bojowych.
Został zdemobilizowany i w czerwcu 1947 roku powrócił do Polski. Początkowo pracował w Wojskowym Przedsiębiorstwie Budowlanym, następnie przeszedł do Instytutu Mechaniki Precyzyjnej. W 1958 roku przeszedł na emeryturę, ale pozostał czynnym pilotem Aeroklubu Warszawskiego i członkiem Warszawskiego Klubu Seniorów Lotnictwa. W grudniu 1965 roku za swe dokonania został uhonorowany pamiątkową plakietką przyznaną przez Klub Seniorów Lotnictwa APRL.
W czasie swej kariery pilota wylatał łącznie 2117 godzin na 32 typach samolotów.
Zmarł 23 listopada 1969 roku w Domu Rencisty im. Rodziny Matysiaków w Warszawie, gdzie mieszkał od lutego 1966 roku. Jest pochowany w Warszawie na cmentarzu rzymskokatolickim na Bródnie (kwatera 42K-2-29).

## Odznaczenia
- Odznaka Pilota[13],
- Medal Lotniczy – trzykrotnie[1],
- Złoty Krzyż Zasługi[13],
- Odznaka Zasłużonego Działacza Lotnictwa Sportowego (1966 r.)[24][13].